# Manuel Aguirre Geisse
Manuel Aguirre Geisse (1909-2001) fue un abogado y político chileno de ascendencia alemana, miembro del Partido Radical (PR). Se desempeñó como subsecretario del Interior (1943); secretario general de Gobierno (1945-1946); y ministro de Salubridad, Previsión y Asistencia Social (1950), durante los gobiernos de los presidentes Juan Antonio Ríos y Gabriel González Videla. Paralelamente ejerció como secretario general y subgerente de la Compañía de Acero del Pacífico (CAP).

## Familia
Nació en 1909, hijo de Manuel Aguirre Formas y Clara Geisse Hubenthal, de ascendencia alemana. Se casó con Eugenia Mandiola Garland (hija de Carlos Mandiola Gana, político miembro del Partido Liberal Democrático, y de Ema Garland Ossa), con quien tuvo cinco hijos; Carlos Enrique (arquitecto), María Inés, Carmen Eugenia, Manuel Carlos y Juan Guillermo. Contrajo segundas nupcias con Ilma Cross Ducoing (hija de Alejandro Cross Prieto e Ilma Ducoing Cunish), sin tener descendencia.